# Halictus albozonatus
Halictus albozonatus là một loài Hymenoptera trong họ Halictidae. Loài này được Dours mô tả khoa học năm 1872.